# Great Western (schip, 1838)
De Great Western is een stoomschip dat in 1838 gebouwd werd door Isambard Kingdom Brunel.

## Bouw
In 1836 richtten Isambard Brunel, zijn vriend Thomas Guppy en een groep investeerders uit Bristol de Great Western Steamship Company op. De maatschappij had tot doel een scheepvaartverbinding tussen Bristol en New York op te zetten.
De Great Western werd gemaakt van eikenhout en kreeg twee schoepraderen, in het midden van het schip aan bak- en aan stuurboord. James Nasmyth ontwikkelde voor de bouw van dit schip zijn stoomhamer.
Er waren  vier masten voor zeilen; de zeilen waren niet uitsluitend bestemd voor de voortstuwing, maar ook om het schip in evenwicht te houden zodat beide schoepraderen in het water bleven. Dit laatste was essentieel om koers te houden. Zij was het grootste stoomschip totdat de SS British Queen in 1839 in dienst kwam. De Great Western werd gebouwd op de scheepswerf van William Patterson Shipbuilding in Bristol. Na de tewaterlating zeilde het schip naar Londen waar de stoommachines werden geïnstalleerd.

## Inzet
In april 1838, op de eerste reis van Bristol naar Londen, raakten een aantal houten balken in brand bij de stoomketel. Kapitein James Hoskin zette het schip aan de grond en bluste het vuur. Brunel raakte gewond toen hij van een trap viel. De schade was beperkt en bij vloed kwam het schip los en arriveerde in Bristol op 2 april 1838.
Op 23 april 1838 kreeg het de Blauwe wimpel (van oost naar west). Het legde de trans-Atlantische reis af in 15 dagen en 12 uur. De gemiddelde snelheid was 8,66 knopen. Op 15 juni 1841 werd het record overgenomen door de RMS Columbia van de Cunard Line.
Het schip voer van 1838 tot 1842 van Bristol naar New York, maar werd vanaf 1842 ingezet op de route Liverpool–New York. Toen de Great Western Steamship Company in 1846 failliet ging ten gevolge van de stranding van de Great Britain, werd het schip verkocht aan de Royal Mail Steam Packet Co., oftewel de Royal Mail Line, voor £ 25.000.
In 1854 werd het schip gevorderd door het Britse gouvernement om dienst te doen als troepenschip tijdens de Krimoorlog. Toen het schip in 1856 terugkeerde naar zijn eigenaars had men geen interesse meer voor het achttien jaar oude schip. het werd korte tijd later gesloopt op de Castles' Yard in Londen.